# Rønnede
Rønnede es una localidad situada en el municipio de Faxe, en la región de Selandia (Dinamarca), con una población en 2012 de unos 2505 habitantes.
Se encuentra ubicada al sureste de la isla de Selandia, junto a la costa del mar Báltico.